# صاروخ باليستي تكتيكي

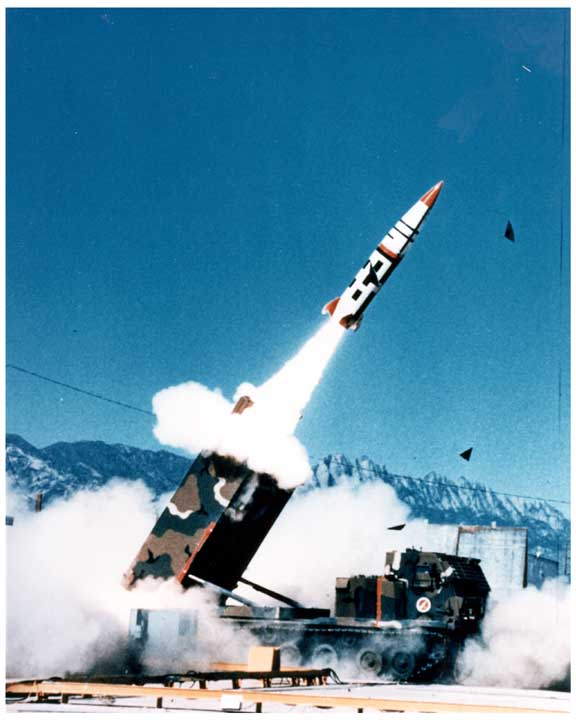
صاروخ باليستي تكتيكي

الصاروخ الباليستي التكتيكي أو القذيفة التسيارية التعبوية صاروخ باليستي قصير المدى مصمم للاستخدام الميداني في أرض المعركة، المدى التقليدي للصواريخ الباليستية التكتيكة هو أقل من 300 كم وعادة ما تكون هذه الصواريخ ذات قدرة على التنقل لضمان ديموميتها وبقائها وسرعة تحشدها.
يمكن للصواريخ الباليستية التكتيكة حمل رؤوس حربية متعددة لاستهداف منشآت العدو ومناطق التحشد والمدفعية، وإلى غير ذلك من الأهداف فيما وراء خطوط الجبهة. هذه الرؤوس الحربية يمكن أن تضم أسلحة التقليدية شديدة الانفجار، أو رؤوس حربية بيولوجية، كيميائية أو نووية. وعادة ما أسلحة نووية تكتيكية محدودة في المحصول الكلي بالمقارنة مع الصواريخ الاستراتيجية، وتسد الصواريخ الباليستية التكتيكية الفجوة بين المدفعية الصاروخية والصواريخ بعيدة المدى.